# Кемар Руф
Кемар Руф (англ. Kemar Roofe; нар. 6 січня 1993, Волсолл, Англія) — ямайський та англійський футболіст, півзахисник і нападник клубу «Рейнджерс» та національної збірної Ямайки.

## Кар'єра
Руф є вихованцем футбольної академії клубу «Вест-Бромвіч Альбіон». У липні 2009 року він отримав спортивну стипендію від клубу, а у лютому 2012 року уклав свій перший професійний контракт. Проте до виступів за основну команду клубу Руф так і дійшов. Протягом семи років він виступав за молодіжні команди «Вест-Бромвіча» і регулярно вирушав у оренди до клубів нижчого рангу. У 2011 році Руф зіграв три матчі та забив один гол за ісландський клуб «Вікінгур» (Рейк'явік). Надалі він грав в оренді за англійські нижчолігові клуби «Нортгемптон Таун», «Челтнем Таун», «Колчестер Юнайтед» та «Оксфорд Юнайтед».
В «Оксфорді» Руф найкраще проявив себе, за півроку зігравши 16 матчів і забивши в них 6 голів. У результаті він у травні 2015 року перейшов до цього клубу на постійній основі, уклавши контракт на три роки. У сезоні 2015/16 Руф у складі «Оксфорд Юнайтед» успішно грав у Другій лізі, забивши 18 голів у 40 матчах. За підсумками сезону його було визнано найкращим гравцем Другої ліги. Також у тому сезоні Руф відзначився результативними діями у кубкових матчах. Так, 11 серпня 2015 року він забив гол із 40 ярдів у ворота «Брентфорда» (4:0) у матчі Кубка Футбольної ліги, а 10 січня 2016 року двічі забив у Кубку Англії клубу Прем'єр-ліги «Свонсі Сіті» (3:2). Крім того, своїми чотирма голами Руф допоміг «Оксфорду» дійти фіналу Трофея Футбольної ліги, де у матчі з «Барнслі» його навіс дозволив Денні Хілтону забити гол, але оксфордці все ж програли 2:3 і не змогли здобути трофей.
7 липня 2016 року Руф перейшов за 3,5 млн євро в «Лідс Юнайтед», який виступав у Чемпіонаті Футбольної ліги. Його контракт із клубом було укладено терміном на чотири роки. У своєму дебютному сезоні у складі Лідса Руф був одним з основних гравців і провів 42 матчі в чемпіонаті. Загалом за три сезони у клубі він провів 123 матчі в усіх турнірах і забив 33 голи.
6 серпня 2019 року Руф приєднався до бельгійського «Андерлехта». У своїх перших семи іграх у бельгійській Суперлізі Руф забив п'ять голів і загалом до кінця року був основним нападником команди, втім у грудні отримав травму ікри під час тренувань і мав повернутися на поле лише в плей-оф, але вони були скасовані через пандемію COVID-19. Руф розпочав підготовку до сезону 2020/21 в «Андерлехті», але знову отримав травму. В результаті Кемар більше так і не зіграв за бельгійський клуб.
4 серпня 2020 року Руф підписав чотирирічну угоду з шотландським клубом «Рейнджерс». У своєму дебютному сезоні він допоміг клубу вперше за 10 років виграти чемпіонат і з 14 голами став найкращим бомбардиром команди у чемпіонаті. Наступного року він став з командою володарем Кубка Шотландії, зігравши в тому числі у фіналі проти «Гарт оф Мідлотіана» (2:0), а також допоміг команді стати фіналістом Ліги Європи.

## Кар'єра у збірній
Руф народився в Англії, але мав ямайське походження, тому мав право виступати за обидві ці збірні. У червні 2019 року Руф отримав запрошення грати за збірну Ямайки на Золотому кубку КОНКАКАФ у липні 2019 року, втім відхилив цю пропозицію.
У березні 2021 року Ямайка знову звернулася до Руфа з пропозицією включити його до складу команди на відбіркові матчі до чемпіонату світу 2022 року.  Цього разу Руф висловив свою зацікавленість, заявивши «хто б не хотів поїхати на чемпіонат світу?» і заявив, що він уже подав заявку на отримання ямайського паспорта.  
5 вересня 2021 року Руф дебютував у складі збірної Ямайки в грі кваліфікації до чемпіонату світу 2022 року проти Панами (0:3).  Наступного місяця, 13 жовтня, Руф забив свій перший гол за збірну, відзначившись у матчі проти Гондурасу (2:0).

## Досягнення
- Чемпіон Шотландії : 2020/21
- Володар Кубка Шотландії: 2021/22
- Володар Кубка шотландської ліги: 2023/24

## Особисте життя
Руф є двоюрідним братом британської співачки Джоржі Сміт Має також брата Алекса.
У серпні 2019 року Руф був однією з головних зірок документального фільму «Лідс Юнайтед» Take Us Home на Amazon Prime, про сезон 2018/19. Документальний фільм озвучив актор, лауреат премії Оскар і вболівальник «Лідс Юнайтед» Рассел Кроу. 